# ドリーム☆アゲイン
『ドリーム☆アゲイン』は、2007年10月13日から12月15日まで、日本テレビ系「土曜ドラマ」枠で21:00 - 21:54（JST）に放送されたテレビドラマ。反町隆史の日本テレビ連続ドラマ初主演作でもあった。略称は、ドリアゲ。

## 概要
仮題は、「ドリーマン」であった。
プロ野球を題材にしており、読売ジャイアンツが企画協力している。第1話では広島東洋カープの協力でカープの選手もドラマ本編に登場している。
主演の反町は、2004年放送の『ワンダフルライフ』（フジテレビ）でもプロ野球球団の東京パイレーツ（架空球団）に所属していたが、怪我で人生転落したというプロ野球選手役を演じている。反町の連続ドラマ主演は、『ホットマン2』（TBS）以来3年ぶり。日本テレビの連続ドラマレギュラー出演は、『竜馬におまかせ!』以来11年ぶり。児玉清の同局のドラマ出演は32年ぶり。
本作のスピンオフとして、志田未来主演の3〜6分間のミニドラマ「ヒナ脳ブログ」がドラマ本放送終了直後にネット公開された。第2日本テレビの週間アクセスランキング1位となった回もある。“共演者”であるカバのぬいぐるみ「山田」の声も志田が担当している。

## あらすじ
プロ野球のセ・リーグ所属・読売ジャイアンツの選手である小木駿介（反町隆史）は、打率は1割と良くないが満塁のチャンスにホームランを打つ「満塁男」（通称：巨人の満塁男）として知られていた。しかし、肩の負傷で打率.198、本塁打8本、打点27という記録（プロ入り数年間は2軍で過ごしていた）で2006年のオフに戦力外通告を受け、一度は現役を引退。引退後は中小企業のサラリーマンとして働いていたが、野球への夢が捨てられず、巨人軍の選手復帰を目指す決意をする。入団テストへ向けてトレーニングを重ねていたが、現役復帰を恋人の二ノ宮颯乙（加藤あい）に猛反対されて喧嘩別れした直後、2007年9月13日に落雷事故で死亡してしまう。
死亡した小木の前に、「天国の案内人」を名乗る田中（児玉清）が現れ、死亡したことを告げられるが、小木は志半ばで死亡したことを受け入れられずにいた。しかし、小木の死は“天国省”のミス（小木自身は落雷後に助かる運命だったが、死ぬ運命にあったコギシュンスケと間違われた）であったことが判明し、小木は手違いなら生き返らせてくれと頼むが、実際には死んでから一ヶ月も経過しており、小木の肉体はすでに火葬され埋葬されてしまっていた。
手違いの死で夢を諦めることに納得できない小木の訴えと、かねがね手違いが多い天国省に私憤を感じていた田中は、自分の責務の範囲で死亡直後の他人の身体に小木の魂を戻すことを提案する。小木は田中の計らいで投資ファンド会社の若き経営者・朝日奈孝也の体に魂を移してもらい、朝日奈孝也としての人生を歩みながら小木の夢を目指すことになった。
（その姿は小木からは小木自身に見えているが、周囲からは生前の本来の朝日奈に見えている）

## キャスト

### 主要人物
小木駿介 / 朝日奈孝也
演 - 反町隆史（二役）
1973年5月3日生まれ（1話より）。球界復帰を決意した矢先に落雷により死亡（享年34）した元プロ野球選手。株より野球の、歴とした”野球馬鹿”。
「夢は叶わなきゃ意味が無い」という信念の持ち主。
颯乙曰く、一人で何でも抱え込む性格で、「野球のことで一人で悩んでは一晩中バットを振り続けてる」ような人。
たまたま死んだ朝日奈の身体に入り夢を叶えようとするが、朝日奈の身体や周囲の人々との関係で苦労し、その身にさまざまなトラブルが降り掛かることとなる。
自分が先に逝ったことで、愛する颯乙に辛い思いをさせてしまったため、朝日奈としてでも力になりたい、傍にいたいと思っている。
突然現れた朝日奈の娘・雛に戸惑うが、颯乙の言葉で娘として受け入れる覚悟を決める。
生前の小木と朝日奈は面識が無く、本来の朝日奈と小木の性格は全く違い、また田中の姿は普通の人には見えないため、まるで別人のようだ、独り言を喋っている、と周囲から不審がられる。
2008年1月、巨人のプロテストに合格したが、自分の命を雛にあげたいと田中に申し出て、完全に死んでしまう。
田中が時を戻した後の世界では、颯乙にプロポーズし直し、プロ野球選手に復帰している。
朝日奈孝也（本来の容姿）
演 - チョウ・テンショウ（張天翔）
朝日奈ファンド社長を務める男。自社の利益のためには冷酷無慈悲な行動も辞さないため、周囲からも世間からも嫌われているが、根は優しい人物。
仕事に関して、周囲の人間を一切信用せず、何でも一人でそつなくこなす。
家でもほとんど喋らず無口で、自分より下の者に対して敬語を使ったり、礼を言ったりすることはない。
女性の部屋の合鍵を多数持ち歩いているため、いつも自宅の鍵がどれか分からなくなる。
肥満体質で鶏肉嫌い。
彼が死亡（享年34）したため、夢を諦めきれない小木駿介が彼の身体に入ることになる。劇中大半で朝日奈の姿は小木の容姿（反町隆史）として描写されていたが、実際には小木（反町）の容姿ではなく、周囲には本来の朝日奈（チョウ）の容姿で見えている事になる。
田中が時を戻した後の世界では生きており、雛と買い物をしている姿が映る。
二ノ宮颯乙（さつき）〈27〉
演 - 加藤あい
小木の婚約者で、弁護士。
落雷直前、夢のために結婚延期を迫った小木を応援できずに、そのまま去ってしまったことを後悔している。
真面目で正義感が強く、心から愛していた小木の突然の死を忘れる為に、仕事に没頭する日々を送る。
牛山曰く「人権派の弁護士」で朝日奈ファンドとは敵対関係にある。
小木である朝日奈と知り合った（小木にとっては再会）当初は、朝日奈に対して本来の冷酷なイメージを持っており、完全に「敵」として冷たく接していたが、朝日奈の中の小木の部分（温かい人柄）に触れるにつれて好感を持つようになる。
雛に手作りのお守りをあげるなど、手先が器用。
しだいに言動などから朝日奈が小木であることに気づいていくが、同時に（そもそも他人の身体に魂を移して、死んだ人間がこの世に戻ってくることが非現実的であり、また小木である朝日奈がその正体を明かせない為）朝日奈と小木とを重ねて見ることで、朝日奈と居る事が辛いと感じるようになる。
田中が時を戻した後の世界では、小木とよりを戻し、巨人の試合を観に行っているところが映る。
朝日奈（藤本）雛〈14〉
演 - 志田未来
本来の朝日奈がかつて交際していた女性との間にできた娘。
歯に衣を着せない物言いで、小木である朝日奈を翻弄する。
5年前に母（妊娠3カ月のときに朝日奈に捨てられた）を亡くしている。
朝日奈に復讐する”切り札”（朝日奈の事が嫌いな自分と気の合いそうな弁護士で何かあれば訴えられるから）として颯乙と知り合う。
「捨て子の歌」を作ったり、”切り札”をちらつかせたことで、朝日奈宅に居つくことに成功する。
株の知識に長けている（頭脳派の朝日奈に対抗しようと株について猛勉強したため）。
小木である朝日奈が自分の娘として受け入れ、名前も藤本雛から朝日奈雛に変わった。
心臓に重病を抱えており、本人もそのことを知っていて、母を捨てたことを憎みながらも唯一の父親を頼り、会いに来た。
小木である朝日奈と家族となり、自分の最期が近いと自覚してからは、朝日奈と颯乙の仲を取り持つようになる。また田中の姿も見えるようになってしまっている。
2008年1月に死ぬ運命だったが、小木の命と引き換えに助かった。
田中が時を戻した後の世界では生存している本来の朝日奈と買い物をしており、たまたま出会った小木に「ジャイアンツの小木選手ですよね?」と聞いている姿が映る。
牛山百子〈34〉
演 - 青田典子
朝日奈ファンドの秘書。同僚の熊田とは良きライバル。野球に疎い。
菱沼司〈30〉
演 - 須賀貴匡
弁護士で颯乙の先輩。
密かに颯乙に想いを寄せている。朝日奈=悪だと思っており、悪を倒し弱者を守る為ならどんなことでもする。
颯乙が朝日奈に対して好感を持つようになってからは、しばしば颯乙と対立するようになる。
田中が時を戻した後の世界では、朝日奈ファンドの顧問弁護士になっている。
熊田恒人〈34〉
演 - 三宅弘城
朝日奈ファンドの社員。藤堂と共謀し、朝日奈を追い落として次期社長になろうと画策するが、実際は、藤堂に良いように利用されていただけであった。その後、朝日奈と和解し信頼できる部下となる。
前田健造〈57〉
演 - 渡辺哲
生前の小木が慕っていた読売ジャイアンツのトレーニングコーチ。そのため、颯乙と親しい仲である。
プロテストを受けようとする小木である朝日奈を支援するように見えるが、実は、朝日奈に少年野球チームを作るための資金を出してもらうのが目的であった。
スイングなどから朝日奈が小木であることにいち早く気づき、以後、プロテスト合格の為のコーチをする。終盤では自分の死を覚悟を決めた小木から本人であることを最初に打ち明けられた。
中田加代に想いを寄せている。田中が時を戻した後の世界では、中田加代と付き合っている姿が映る。
中田加代〈50〉
演 - 瀬川瑛子
朝日奈の家に通う家政婦。
言いたいことをズバズバ言う性格で、突然家にやって来た雛ともすぐに打ち解ける。
ラブストーリーのテレビドラマを観るのが日課。
田中が時を戻した後の世界では、前田健造と付き合っている姿が映る。
藤堂
演 - 中原丈雄
財界の大物。
田中
演 - 児玉清
「天国案内人」を名乗る老紳士。出演シーンは半透明で、小木にしか見る事ができない。普通の人には見ることができないが死期が迫っている人に姿が見えることが稀にあるらしい。
冷静沈着で事務的だが、お茶目な一面もある。
小木である朝日奈を見守りながら、時に助け、時にいさめる存在。
自分の命を犠牲にしてまで朝日奈の娘の雛を助けようとした小木の最期を見届け、小木や朝日奈が死ぬ以前に時間を戻して歴史を改変、リセットした。
時を戻した後の世界では、死ぬはずだった本来の朝日奈や雛も生存させていて、菱沼が朝日奈ファンドの顧問弁護士をするなど人間関係も改変している。
サンタクロースの格好をして小木を見守っている姿が映る。

### エキストラ出演
特記していない限り、本放送当時の所属。基本的に「本人・セリフ無し」で出演。
読売ジャイアンツ
- 原辰徳（特別出演・読売ジャイアンツ監督役）　原のみセリフがあり、打席に立つ小木に指示をしている場面が見られる。
- 内田順三（元巨人打撃コーチ<現：巨人一軍打撃コーチ>。座っている所が写っている）
- 古城茂幸（座っている所が写っている）
- ジェレミー・パウエル（投手だが、チャンスで打席に入る小木の前の打順にも関わらず代打は出されていない）
- 矢野謙次（スコアボードの名前のみ登場している）
- 木村拓也（同上）
- 小関竜也（元巨人の選手。代打で小木と交代）
- 山口鉄也（小木の死後、先発）
- 高橋由伸（第9話のジャイアンツ球場でスタントマンが高橋のフリーバッティング役で登場した）
- 二岡智宏（小木の死後、守備中）
- 李承燁（小木の死後、守備中）
- 阿部慎之助
- 井上貴朗（元阪神、ロッテ選手、巨人打撃投手。小木のテストシーンで登場した。バッティングピッチャー役）
- 内田強（現巨人ブルペン捕手。小木のテストシーンで登場した。捕手役）

広島東洋カープ
- マーティ・ブラウン監督（ボールを永川に渡す）
- 新井貴浩（永川が来るまで監督やチームメイトと会話していた）
- 栗原健太（同上）
- 山﨑浩司（同上）
- 永川勝浩（小木との対戦をした投手。小木を三振に打ち取った）
- 倉義和（シーズン中であった為、一部スタントマンは小木がファウルした所をカバーした）
- 梵英心（永川の左にいて、生前の小木のホームランを目で見ていた。スコアボードには「梵英心」とフルネームが記載されていた）
- 井生崇光（スコアボードの名前のみ登場した）
- 森笠繁（同上）
- 黒田博樹（生前の小木と対戦。結果は全盛期の姿とみられる小木の左翼スタンドへのホームランだった）
- 嶋重宣（カメラに写る）
- 東出輝裕（小木の死後に登場、記録は空振り三振だった）
- アレックス・オチョア（同上、打席に入るも記録は巨人の二岡へのショートゴロに終わる）

福岡ソフトバンクホークス
- 小久保裕紀（巨人時代の4番サードとしてスコアボードに名前のみ登場している）

その他
- 中畑清（日本テレビ野球解説者、解説担当）
- 蛯原哲（日本テレビアナウンサー、実況担当）

## スタッフ
- 脚本 - 渡邉睦月
- 音楽 - 水谷広実
- 主題歌 - コブクロ「蒼く 優しく」（ワーナーミュージック・ジャパン）
- サウンドデザイン - 石井和之
- 技術協力 - NiTRo
- 美術協力 - 日テレアート
- スタジオ - 砧スタジオ
- 編集・MA - ザ・チューブ
- 協力 - 読売ジャイアンツ、広島東洋カープ、東京ドーム
- 演出 - 中島悟（AVEC）、長沼誠（日本テレビ）、石尾純
- プロデューサー - 次屋尚（日本テレビ）、和田豊彦（AVEC）、吉川恵美子（AVEC）
- 製作協力 - AVEC
- 制作著作 - 日テレ

## 放送日程
| 各話                                             | 放送日   | サブタイトル                                | 演出   | 視聴率 |
| ------------------------------------------------ | -------- | ------------------------------------------- | ------ | ------ |
| 第1話                                            | 10月13日 | 神様がくれたチャンス!? 夢のために生き返る男 | 中島悟 | 12.9%  |
| 第2話                                            | 10月20日 | 恋人よ! 俺はここにいる!!                    | 中島悟 | 10.0%  |
| 第3話                                            | 10月27日 | 娘の復讐!! 全財産が人質!?                   | 長沼誠 | 09.5%  |
| 第4話                                            | 11月03日 | どうする!? 夢と野球と三千万                 | 中島悟 | 10.0%  |
| 第5話                                            | 11月10日 | 陰謀と罠!? 引き裂かれた2人                  | 長沼誠 | 08.4%  |
| 第6話                                            | 11月17日 | 正義とは? ルールとは?                       | 中島悟 | 11.8%  |
| 第7話                                            | 11月24日 | お願い! もう嘘つかないで!!                  | 石尾純 | 08.4%  |
| 第8話                                            | 12月01日 | 運命なんて変えてみせる!!                    | 中島悟 | 09.9%  |
| 第9話                                            | 12月08日 | 知られてしまった俺の正体                    | 長沼誠 | 09.7%  |
| 最終話                                           | 12月15日 | 夢は、終わりじゃない!                       | 中島悟 | 11.9%  |
| 平均視聴率 10.3%（関東地区・ビデオリサーチ調べ） |          |                                             |        |        |

- 初回は21時 - 22時9分の15分拡大放送

## 備考
- 2007年10月13日付朝日新聞朝刊の「試写室」にて、『天国から来たチャンピオン』（1978年公開のアメリカ映画、原題Heaven Can Wait）との類似性が指摘されている。作家の小林信彦は『週刊文春』の連載エッセイで、さらにそのオリジナルのアメリカ映画『幽霊紐育を歩く』の盗用の可能性について触れている[3]。
- 小木駿介はチャンスで本領を発揮する満塁男という設定のため、小木が打席に立てば0点か4点という意味で背番号「04」を付けているが、実際のプロ野球では01〜09番は北海道日本ハムファイターズでのボールボーイや、埼玉西武ライオンズでの打撃投手・ブルペン捕手など裏方の人が使用する程度。かつて松永浩美が阪神タイガース在籍時に「02」を付けていたこともあるが、現在では規定の変更により支配下登録選手で00・0〜99番以外を付けている選手はいない。
- 前田健造が付けている背番号が131なのは、放送当時に実際に巨人で使用されていた最大の背番号が130（金杞泰・三星ライオンズ球団派遣教育コーチ）であったため。過去には137番（津末英明）や144番（関本四十四）を付けたコーチもいた。

## 関連商品
- ドリーム☆アゲイン DVD-BOX（2008年3月19日発売）